# Migny
 Migny  ist eine französische Gemeinde mit 110 Einwohnern (Stand 1. Januar 2022) im Département Indre in der Region Centre-Val de Loire; sie gehört zum Arrondissement  Issoudun und zum Kanton Issoudun.
Nachbargemeinden von Migny sind Diou im Norden, Lazenay im Nordosten, Poisieux im Osten, Saint-Georges-sur-Arnon im Süden und Sainte-Lizaigne im Westen.

## Bevölkerungsentwicklung
| Jahr      | 1962 | 1968 | 1975 | 1982 | 1990 | 1999 | 2008 | 2012 |
| Einwohner | 124  | 94   | 64   | 86   | 78   | 99   | 120  | 122  |